# Modiolus anguli oris
In de anatomie van het aangezicht is de modiolus anguli oris, een chiasma (kruising) van gelaatsspieren verbonden door spierweefsel, gelegen naast en iets boven de mondhoeken. Deze mimische spieren worden geïnnerveerd door de motorische vezels van de nervus facialis.  De bloedvoorziening komt van de arteria facialis.
De volgende spieren zijn met de modiolus anguli oris verbonden: de musculus orbicularis oris, de musculus bucinatorius, de musculus levator anguli oris, de musculus depressor anguli oris, de musculus zygomaticus major, de musculus risorius, delen van het platysma en enkele vezels van de musculus levator labii superioris en musculus depressor labii inferioris. 
De modiolus is verantwoordelijk voor de kuiltjes in de wangen bij sommige individuen, dit is een kenmerk van een van de zeven schoonheden.